# 瑞起
株式会社瑞起（ずいき 英: ZUIKI Inc.）は、神奈川県横浜市の組込開発企業。いわゆる「ミニ」系ゲーム機の開発で知られる。

## 概要
ARM系SoCを利用したプラグ&プレイ型ゲーム機（いわゆる「ミニ」系ゲーム機）開発のノウハウを持つ。「ミニ」系ゲーム機に適したオリジナルのOS「瑞起レトロ携帯ゲーム機向けプラットフォーム(Vivid Linux)」や、「ミニ」系ゲーム機に適したオリジナルの組込用SoC「瑞起（ZUIKI）」などのIPを持つ。
2016年に中国のSoC大手である珠海全志科技股份有限公司（Allwinner Technology）の日本総代理店となり、同年に同社のSoC「Allwinner」を採用したゲーム機「ニンテンドークラシックミニ ファミリーコンピュータ」を開発した（開発は非公開であるが、中国の関連会社である果果慧科技のホームページに写真が載っている）。
2018年には「ミニ」系ゲーム機に適した同社のオリジナルSoC「ZUIKI Z7213」を開発し、2019年にこれを採用したゲーム機「メガドライブミニ」を開発した（開発は当初は非公開で、「令和最初の新ゲーム機」とぼかして表現されていたが、最終的に公表され、それ以降のミニ系ゲーム機では瑞起の名前が公表されている）。
ゲームハードの受託開発が主だったが、2021年には瑞起ブランド初の自社製品である「電車でGO！！専用ワンハンドルコントローラー for Nintendo Switch」を発売した。2023年にはシャープより許諾を得て「ミニ」系ハードとしては初の自社販売となる「X68000 Z」を発売。

## 主な製品

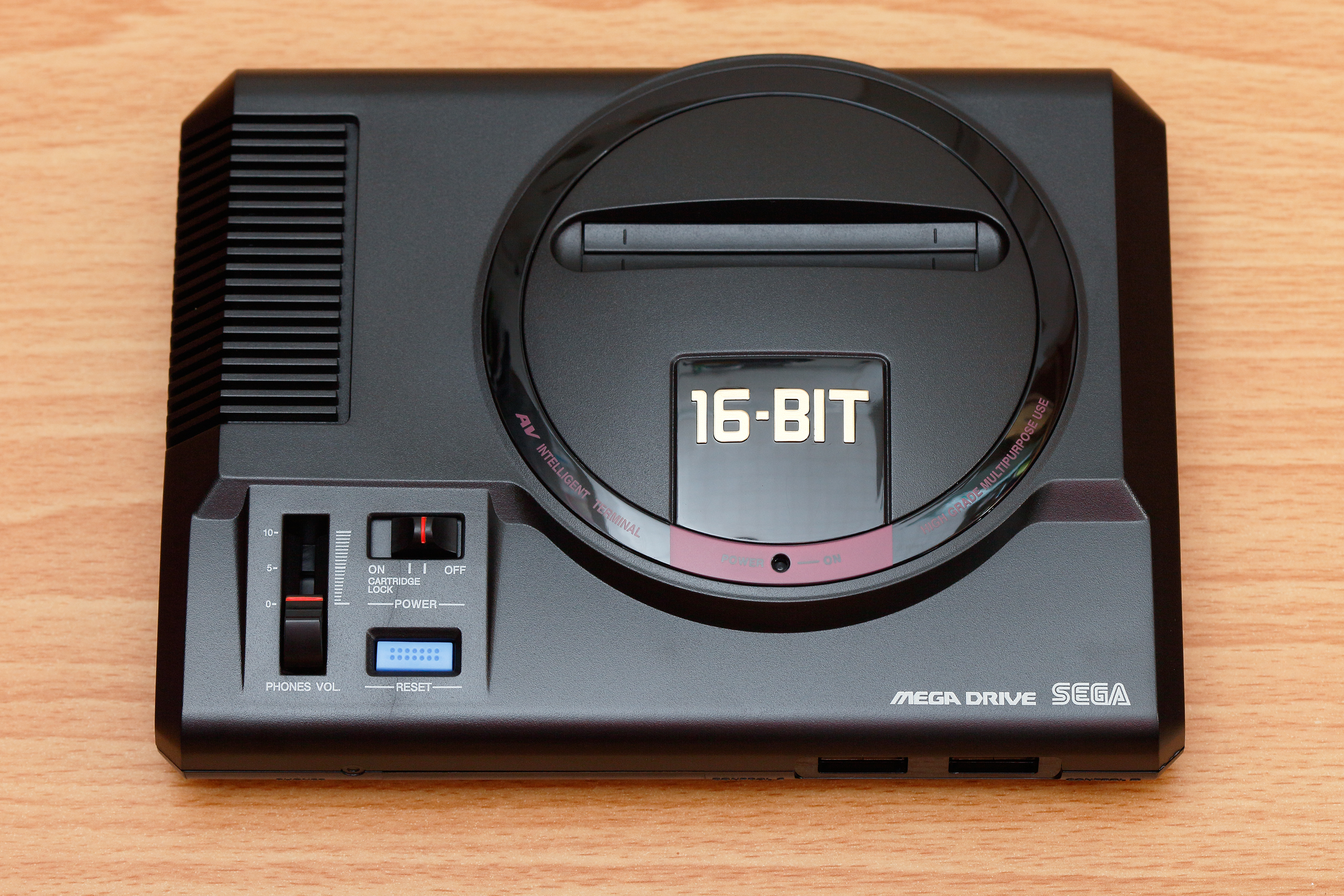
ZUIKIの開発した「令和最初の新ゲーム機」、メガドライブミニ（2019年）

- ゲーム機 : 「OSの開発」「ハードの開発（回路設計、基板設計、筐体の試作から量産製造まで）」「アプリケーション開発（エミュレータやメニュー画面など）」「メカ開発（「イーグレットツー ミニ」の回転機構など）」と、「ミニ」系ゲーム機に関する全てのノウハウを持つが、メガドライブミニ（アプリケーションの開発はM2が担当）やPCエンジンミニ（ハードの開発はHORIが担当）など、一部を他社に任せる場合もある。
  - ニンテンドークラシックミニ ファミリーコンピュータ : 2016年に任天堂より発売。SoCにAllwinner R16を採用
  - ニンテンドークラシックミニ スーパーファミコン : 2017年に任天堂より発売。SoCにAllwinner R16を採用
  - 電車でGO! PLUG＆PLAY : 2018年にタイトーより発売。2004年発売のプレイステーション2用ソフト『電車でGO! FINAL』を高解像度化、ワイド化（アスペクト比16:9）したものを収録した、マスコン型PLUG＆PLAYゲーム機。HD版PS2のソフトを動かしているものの、SoCにAllwinner R16を採用するなど、ハードウェア構成はミニファミコン/ミニスーファミとほぼ同じ
  - メガドライブ ミニ : 2019年にセガゲームスより発売。SoCに瑞起オリジナル開発のZUIKI Z7213を採用した、「令和最初の新ゲーム機」（製品紹介より）。
  - PCエンジン mini : 2020年にコナミデジタルエンタテインメントより発売。SoCにZUIKI Z7213を採用するなど、ハードウェア構成は同社のこれまでのミニ系ゲーム機とほぼ同じだが、「CD-ROM2」のゲームを収録しているため、ストレージが4GBと大幅に増えている。コントローラーと電源はHORIが開発を担当した（そのため、メイン基板にはZUIKIのロゴとHORIのロゴがある）。
  - ゲームギアミクロ : 2020年にセガより発売。SoCにAllwinner F1C200Sを採用。このSoCは、同社のAllwinner R16/ZUIKI Z7213と比べて安価で、ゲームギアミクロ本体も5000円程度と他のミニ系ゲーム機と比べて安くなったが、本体は同じで内蔵ソフトウェアが異なる複数の製品が販売されたので、全部そろえると高くついた。
  - アストロシティミニ : 2020年にセガより発売。メガドライブより遥かに性能が高いセガ・システム32のゲームが移植されているが、SoCにZUIKI Z7213を採用するなど、ハードウェア構成はメガドライブミニとほぼ同じ。家庭用初移植を含む多数のアーケードゲームを収録し、製品自体は好評だったが、やりこみ勢からはアーケードと比べて若干の遅延が指摘された[3]。
  - イーグレットツー ミニ : 2022年にタイトーより発売。SoCにZUIKI Z7213を採用。「アーケードゲーム機のミニ筐体」というコンセプトはセガ発売の「アストロシティミニ」とほぼ同じで、ハードウェア構成もほぼ同じだが、後発として、画面を回転して縦画面ゲームと横画面ゲームを両方できる機能と、ソフトウェアのアップデートでバグを修正できる機能が付いている。
  - アストロシティミニV : 2022年にセガより発売。SoCにZUIKI Z7213を採用。2020年に発売された「アストロシティミニ」の「縦」（ Vertical ）画面ゲーム専用版。
  - メガドライブ ミニ2 : 2022年にセガより発売。ハードウェア構成は2019年発売のメガドライブ ミニとほぼ同じだが、メガCDのゲームを収録しているので、ストレージの容量が8GBと大幅に増えている。また、「『シルフィード』がきちんと動く環境作り」という当初の目的に合わせ、SoCであるZUIKI Z7213のクロックが少し速くなっている[4]。
  - X68000 Z : 2023年に瑞起より発売。SoCにZUIKI Z7213を採用。シャープが1987年に発売したパーソナルワークステーションX68000（初代X68k）を「ミニ」化して復刻[5]。
  - 電車でGO！ PLUG＆PLAY２ 山陽新幹線編EX : 2023年に瑞起より発売[6]。
  - DanceDanceRevolution Classic Mini: 瑞起より発売[7]。

- ゲーム周辺機器
  - ファイティングパッド6B : メガドライブ用コントローラーの復刻版で、2019年発売の「メガドライブミニ」に付属。後にセガから単品でも販売された。USBコントローラとしてZUIKI A31419を採用し、「このストローク、この肌触りこそメガドライブよ」（製品紹介より[8]）と納得できる仕様となっている。メガドライブミニ/ミニ2専用で、PCでもいちおう認識されるが、ボタン配置がでたらめなので、「コントローラー割り当てソフト」などを使う必要がある。
  - 電車でGO！！専用ワンハンドルコントローラー for Nintendo Switch : 2021年に発売。瑞起ブランドによる初の自社販売製品。Nintendo Switch版『電車でGO! ! はしろう山手線』の他、2022年発売の『鉄道にっぽん！路線たび 明知鉄道編』でも対応した。

- SoC

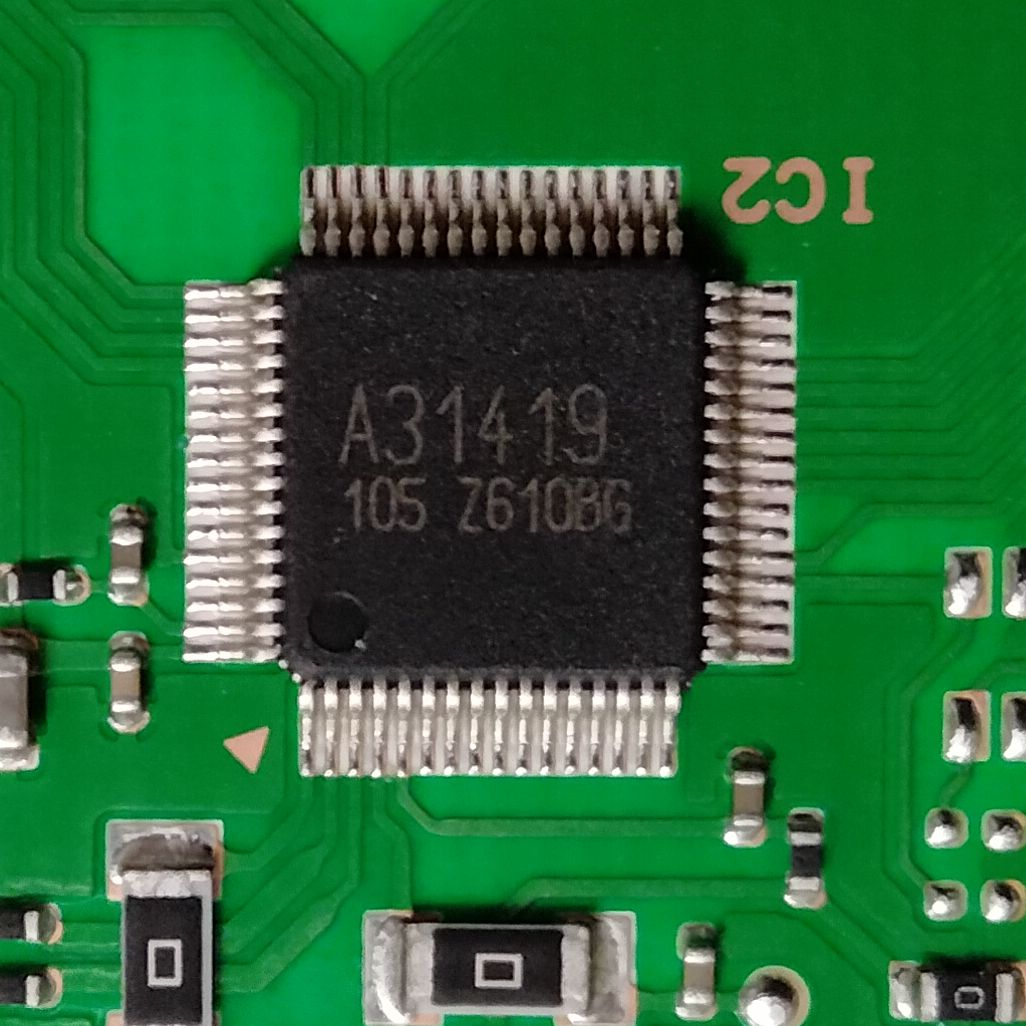
ZUIKIの開発したUSBデバイスコントローラー、ZUIKI A31419。主に「ミニ」系ゲーム機のコントローラーで使われている

  - ZUIKI Z7213 : 瑞起の開発した組込用SoCで、「令和最初の新ゲーム機」であるメガドライブミニに採用されて以降、多くの「ミニ」系ゲーム機で採用されている。コア自体は「Allwinner R16」（CPU : Quad-core Cortex A7、GPU : Mali 400）そのもので[9]、製品の目的に合わせてカスタマイズの自由度が非常に高いことが特徴[10]。

- OS
  - 瑞起レトロ携帯ゲーム機向けプラットフォーム(Vivid Linux) : 「ミニ」系ゲーム機で使われるために、瑞起の開発したLinuxプラットフォーム。高速起動、低消費電力、HDMIやUSBなどへの対応、などが特徴で、例えば「アストロシティミニ」では起動からLCD画面表示まで3秒以内に収まる[11]。

## 参照
1. ↑  果果慧故事 果果慧科技
2. ↑  電車でＧＯ！！専用ワンハンドルコントローラー - 瑞起
3. ↑  「アストロシティ ミニ V」レビュー。シューティング特化のミニ筐体 電ファミニコゲーマー
4. ↑  【インタビュー】「憧れのメガCDタイトルがプレイできる！」、「メガドライブミニ2」奥成洋輔氏インタビュー  - GAME Watch
5. ↑  伝説のパソコン「X68000」を現代風にアレンジして復活「X68000 Z LIMITED EDITION EARLY ACCESS KIT」クラウドファンディングにて12月3日19時より募集開始｜株式会社瑞起のプレスリリース - PR TIMES
6. ↑  『電車でＧＯ！ ＰＬＵＧ＆ＰＬＡＹ２ 山陽新幹線編EX』12月7日に発売決定！｜株式会社瑞起のプレスリリース - PR TIMES
7. ↑  『ダンレボ クラシック ミニ』が発表、アーケード筐体が1/5サイズに。『DDR』専用コントローラーにも対応。10月10日よりクラウドファンディング開始 ~ ゲーム・エンタメ最新情報のファミ通.com - ファミ通
8. ↑  “メガドライブミニ”がセガストアで予約開始！ 収録タイトルのミニカートリッジと特製額縁パネルが付いたDXパックも発売決定 | ゲーム・エンタメ最新情報のファミ通.com - ファミ通
9. ↑  復刻版ゲーム機でたどる半導体30年の進化：製品分解で探るアジアの新トレンド（46）（4/4 ページ） - EE Times Japan
10. ↑  ZUIKI Z7213 - 株式会社 瑞起
11. ↑  ASTROCITY mini - 株式会社 瑞起
12. ↑  【レビュー】「メガドライブ ミニ」分解レポート - PC Watch